# Ozegna
Ozegna (Osenia in piemontese, pronuncia IPA [ʊ'zeŋa]) è un comune italiano di 1 174 abitanti della città metropolitana di Torino in Piemonte.

## Storia

### Le origini
Le origini di Ozegna sono avvolte dalla leggenda: probabilmente esisteva già un piccolo villaggio in epoca tardo romana.
Antonino Bertolotti, nel suo "Passeggiate nel Canavese" del 1874, affermava che il villaggio originario era stato fondato, in una zona posta in direzione sud–est, a poco più di un chilometro dall'attuale centro abitato, nel IV secolo dopo Cristo, dal rettore di origine gallica Eugenio, da cui prese il nome di Eugenia.
La moderna storiografia ritiene il riferimento al personaggio citato non attendibile; quello che invece risulta reale è la dislocazione come attesta il ritrovamento, nel perimetro attorno alla cappella (ora considerata campestre) dedicata a San Besso (soldato romano cristiano martirizzato in Val Soana, dove si era rifugiato per sfuggire alle persecuzioni),  di resti di sepolture e nei terreni circostanti, monete, embrici, anche in quantità notevole e sparsi su ampie zone, fusaiole di terracotta, resti di muri, probabilmente basamenti perimetrali di abitazioni e che farebbero riferimento al periodo di transizione tra la fine dell’Impero Romano e gli inizi del Medio Evo.
Anche da un documento cartaceo si deduce l’esistenza di un centro abitato riferito a quello precedentemente indicato: è la relazione della visita pastorale effettuata dal vescovo di Ivrea nel 1329, depositata presso la biblioteca Capitolare di Ivrea e, come copia, presso l’archivio parrocchiale di Ozegna
Le ipotesi attuali sulle origini di Ozegna possono essere così sintetizzate:
- costruzione di un tempietto propiziatorio dedicato a qualche divinità protettrice dei viaggi, essendo la zona situata non lontano da un punto guadabile del torrente Orco e confinante con quella della centuriazione territoriale della colonia romana di Eporedia (Ivrea) e toccata da una delle vie che mettevano in comunicazione, appunto, Eporedia con Augusta Taurinorum;
- edificazione di un recinto per ospitare i viaggiatori;
- graduale ampliamento del sito con la costruzione di abitazioni fino a diventare un villaggio vero e proprio;
- con l’avvento del cristianesimo trasformazione del tempietto in chiesa;
- sistemazione in essa dei resti di San Besso (dove sono rimasti fino all’XI secolo e poi trasportati nella Cattedrale di Ivrea per volere di Re Arduino), traslati dal santuario in Val Soana, verosimilmente ad opera dei pastori che nel periodo autunnale scendevano con greggi e mandrie per svernare, fino alla fine della primavera, nel territorio ozegnese o nei dintorni.

### Il medioevo
I primi documenti storici ufficiali che fanno riferimento al borgo di Ozegna (segnata come Ozena) risalgono al 1094 e sono quelli relativi ad una donazione, fatta da Umberto di Borgogna alla chiesa di Santa Maria di Yporegia, di varie località tra cui Ozegna.
Per circa due secoli, il territorio ozegnese venne amministrato da vescovi-conti fino a quando la chiesa di Ivrea lo donò come feudo a Oberto di Rivarolo dei Conti di San Martino (1259) e passò sotto il controllo di questi feudatari che esercitavano la loro influenza principalmente nella zona est del Canavese.
Per tutto l’Alto Medio Evo, la popolazione continuò a vivere nel villaggio originario che si era notevolmente ingrandito tanto da avere, nel suo interno, almeno due chiese oltre a quella di san Besso (non più esistenti se non a livello di toponomastica).
Una di queste, dedicata a Santa Maria, era la chiesa parrocchiale insignita del grado di “plebania” e avente sotto la sua giurisdizione almeno una decina di chiese dell’area canavesana orientale.
Nel frattempo, come in altri centri della zona, era stato costruito, a circa un chilometro a nord ovest (dove sorge l’attuale centro abitato), un ricetto  dove ricoverare i raccolti e gli animali in caso di pericolo.
Per motivi di salubrità, (essendo la zona molto umida e soggetta, in seguito alla modificazione del corso del torrente Orco, alle esondazioni di quest’ultimo) e per motivi di sicurezza poiché spesso i villaggi erano assaliti da bande di briganti, i “berrovieri”, gradatamente la popolazione si spostò dal villaggio originario all'interno del ricetto, sotto la tutela della famiglia San Martino, che possedeva in loco una “casaforte”.
Un’ulteriore spinta in questa direzione la diede la “guerra del Canavese”, scoppiata tra le due grandi famiglie feudatarie canavesane, i San Martino e i Valperga, iniziata nel 1390 e durata diversi anni con conseguenze disastrose per tutto il territorio.
Verso gli inizi del 1400, la maggior parte degli Ozegnesi si era trasferita in modo permanente nel ricetto anche se il vecchio villaggio non era ancora completamente disabitato.
Il ricetto, pur non subendo modificazioni nella planimetria, venne trasformato in un villaggio vero e proprio; i magazzini furono adattati ad abitazione e si costruì anche una chiesa all’interno del villaggio stesso che risultava difeso da una cinta muraria entro la quale si entrava attraverso una torre-porta munita di ponte levatoio; infatti, come si evince dal “Corpus Statutorum Canavisii (vol. III)” e da documenti dell’Archivio storico comunale, l’intero sito era circondato da un fossato di difesa.
Mancando eredi maschi diretti nella famiglia San Martino,  per diritti di parentela, il feudo ozegnese venne assegnato, successivamente e in modo alternativo, ai Valperga, ai Biandrate (che vantavano diritti sul feudo fin dal 1224), di nuovo ai San Martino e nuovamente ai Valperga.
Nel 1432, gli abitanti di Ozegna, stanchi di essere coinvolti nelle dispute tra i San Martino e i Valperga, inoltrarono la richiesta ai Conti Biandrate di San Giorgio per avere la loro protezione. Questa venne concessa a patto che la casa-forte venisse trasformata in un vero e proprio “fortilizio cinto da valide mura” inglobato nel perimetro del ricetto.
Verso la prima metà del XV secolo, scoppiò una guerra tra Filippo Maria Visconti e il Marchese di Monferrato che aveva tra gli alleati anche i Conti di Biandrate. Venne chiesto l’aiuto anche al duca di Savoia Amedeo VIII, che lo concesse. Il suo aiuto fu determinante per vincere la guerra. Come compenso richiese di potere esercitare il proprio controllo su 28 Comuni tra i quali vi era anche Ozegna. Il Biandrate non accettò e scoppiò un nuovo conflitto tra quest’ultimo e il Duca di Savoia. Il Conte di Biandrate venne a patti con Amedeo VIII, cedette i comuni ma Ozegna non accettò questa situazione e continuò nella sua azione di ribellione. Il Duca inviò una spedizione militare, guidata da Teobaldo d’Avanchier, contro il borgo di Ozegna che venne espugnato.
Il feudo ozegnese fu quindi assegnato a Teobaldo d’Avanchier che fece stilare la prima copia degli Statuti per regolamentare la vita del Comune.
Alla sua morte il feudo fu rivenduto, dai figli, ai San Martino di Aglié. Dopo diversi passaggi alle famiglie feudatarie già citate, o come intero feudo o come porzioni, Ozegna e il suo territorio ritornarono definitivamente, nel 1505, ai San Martino.

### Era moderna
Nel 1525, Ozegna, con altri centri del Ducato di Savoia, si trovò coinvolta nella guerra tra Francesco I di Francia e Carlo V d’Asburgo, per la nomina a imperatore, e combattuta essenzialmente in Italia. Essendo i Savoia, alleati sia per motivi politici che parentali con Carlo d’Asburgo, chiesero ai vari feudatari di frenare la discesa delle truppe francesi. Anche il feudatario di Ozegna tentò di opporsi ai Francesi ma ottenne solamente il risultato di vedere il castello e il centro abitato danneggiati.
Verso la fine del 1500, il conte Bonifacio di San Martino di Aglié, già ambasciatore dei Savoia prima presso il Vaticano e poi alla corte di Francia, come ricompensa, ricevette il titolo di Conte di Ozegna; effettuò migliorie nel castello trasformandolo non più in un luogo di difesa ma (soprattutto negli interni) in una residenza sul modello dei castelli francesi e incrementò l’economia del paese.
Il 21 giugno 1623, un fatto straordinario sconvolse, positivamente, la vita del paese (e degli altri del circondario). Un ragazzo di nome Guglielmo Petro, affetto da una grave forma di afasia che praticamente lo rendeva muto (forse causata da un’asma bronchiale particolarmente grave), mentre effettuava lavori di fienagione in un prato nelle campagne a sud ovest del centro abitato, con lo zio e altre persone conoscenti, riprese la facoltà di parlare dopo aver avuto la visione della Madonna sostenuta da due angeli.
Dopo che la gerarchia ecclesiastica interrogò più volte il ragazzo, i suoi parenti e conoscenti, fino ad arrivare al castellano di Ozegna, per appurare che effettivamente il Petro, in passato non fosse in grado di parlare, avallò il fatto prodigioso e permise la costruzione di un santuario, sul luogo dell’apparizione. A questo edificio venne aggiunto un convento che venne affidato ai Frati Minori Francescani affinché ne diventassero i custodi e i curatori.
Negli anni successivi, Ozegna venne colpita, come moltissimi centri dell’Italia del Nord Ovest dall’epidemia di peste che durò circa due anni (dal 1628 al 1630).
Agli inizi del 1700, il paese dovette subire spoliazioni e disturbi da parte delle truppe francesi che miravano ad indebolire lo Stato Sabaudo, attaccando varie zone del suo territorio, mentre il grosso dell’esercito metteva sotto assedio Torino; gli attacchi finirono con la vittoria dei Piemontesi nel 1706.
Dopo la conquista napoleonica, anche Ozegna entrò a far parte dell’Impero Francese dovendone accettare le nuove imposizioni: uso della lingua francese negli uffici pubblici e negli atti, assunzione del calendario rivoluzionario, coscrizione obbligatoria nella Grande Armée,  soppressione degli ordini religiosi e alienazione dei loro beni. Quest’ultima legge portò, nel 1802, alla chiusura del santuario mariano e del convento, all’allontanamento dei frati e alla vendita a privati dell’intero complesso.
Ozegna basò la sua economia, per diversi secoli, quasi esclusivamente sull’agricoltura; un aspetto particolare di questa attività fu la coltivazione e la lavorazione della canapa.
In Ozegna, la presenza di corsi d’acqua e di risorgive rendeva il terreno adatto alla coltivazione di questo vegetale e soprattutto facilitava la prima fase della lavorazione per la quale era necessario creare pozze, più o meno ampie e profonde e colme d’acqua, entro cui far macerare i fusti della canapa, in modo da poter ottenere, con le successive fasi di lavorazione, le fibre tessili.
La canapa risultò importante per l’economia ozegnese non solo per il lavoro agricolo ma anche nel settore artigianale preindustriale essendo stato costruito, fin dal Medio Evo, un “battitoio”, in cui si eseguivano i vari lavori di raffinatura, che costituiva uno dei beni immobili, prima del feudo e poi del comune.
Anche se ignorato da molti, il ricordo della lavorazione della canapa è rimasto a lungo (e in parte ancora rimane) nella toponomastica e nel linguaggio di Ozegna: la “pista” per indicare il luogo dove sorgeva il battitoio (ora segheria Merlo); il rione “Patandero” dal termine “batandero”, nome con il quale si indicava il battitoio e, per traslazione, tutta la zona circostante; la “Gòja” per indicare la zona ad ovest di Ozegna, adiacente alla roggia di San Giorgio proveniente dall’Orco, dove erano state scavate numerose pozze per la macerazione della canapa (alcune visibili fino a metà degli anni ’50, ora scomparse); “sèch me ‘n canaveuid”  “secco come una canna spoglia della canapa” per indicare qualcosa di molto secco o, scherzosamente, qualcuno molto magro.
Alla fine del 1800, nell’area canavesana nord occidentale, iniziò la grande fase dell’industrializzazione che pur non annullando l’attività agricola, che rimase la principale fonte dell’economia, cambiò notevolmente la struttura economica e sociale dell’intera zona. Ozegna, tuttavia ne fu toccata solo parzialmente e di conseguenza vennero a mancare nel suo territorio i grandi siti industriali che invece caratterizzarono i centri più grandi del circondario.
La costruzione della tratta Rivarolo – Castellamonte sulla linea ferroviaria Torino Nord toccò anche Ozegna e favorì l’insediamento della fabbrica di colle e concimi Biglia che ebbe una buona affermazione sul mercato sia nazionale che estero.
Vennero potenziati i piccoli impianti già esistenti, magari modificando il tipo di lavorazione, come il batandero per la pesta della canapa che diventò, prima, fabbrica del ghiaccio e poi trasformato in segheria (tuttora funzionante) da Domenico Chiono per poi passare alla famiglia Marchetti e successivamente alla famiglia Merlo che ancora la gestisce.
Il fatto che diversi cittadini di Ozegna lavorassero non solo nei campi ma anche nell’industria, e quindi a contatto con esponenti sindacali, portò alla presa di coscienza dei diritti di base e della mancanza di servizi sociali o assistenziali gestiti da un Ente pubblico. Questo spinse a seguire i modelli che già si erano diffusi in altri centri del Piemonte nella formazione di “Società” che raggruppavano lavoratori di diverso genere per garantire, previo pagamento di una quota mensile, un’assistenza economica e servizi in caso in cui una malattia, un infortunio o, nel peggiore dei casi, la morte avesse compromesso la gestione quotidiana della vita di un lavoratore o di un nucleo famigliare. La Società Agricola Operaia di Mutuo Soccorso di Ozegna fu fondata nel 1872 ed è ancora operante sia pure con caratteristiche parzialmente diverse da quelle iniziali.
Nella prima metà del XIX secolo venne aperta una scuola pubblica, prima solo per i maschi e, qualche anno più tardi, anche per le bambine, su sollecitazione della regina Maria Cristina. Nel 1850 si migliorò la scuola comunale già esistente e, verso la fine del 1800, si aumentò il numero delle classi. Il primo Asilo Infantile fu realizzato nel 1883 per opera del parroco don Lorenzo Coriasso che ricomprò anche dai privati il Santuario della Madonna del Bosco e lo riaprì al culto.

### Il XX secolo
Durante la prima guerra mondiale, un centinaio circa di giovani ozegnesi partirono per il fronte e ben 31 di essi morirono in combattimento o in prigionia o per malattie contratte al fronte.
La forte crisi economica e politica che investì tutto il Paese nel primo dopoguerra coinvolse, ovviamente,  anche Ozegna. Nei primi anni ’20 chiuse la fabbrica di colle e concimi. Le elezioni amministrative del 1920 si svolsero in un clima di forte conflittualità. Verso la metà degli anni ’20, dopo la presa di potere del Partito Fascista, venne promulgata una legge che favoriva le grandi città e per questo si dovevano unire in uno solo diversi piccoli comuni autonomi che, all’atto dell’annessione, diventavano automaticamente frazioni di quello più grande.
Nel 1927, morì improvvisamente il podestà di Ozegna; a questo fatto seguì una crisi amministrativa che ebbe come conseguenza, l’annessione di Ozegna ad Agliè, e il declassamento a frazione, nonostante le disponibilità patrimoniali.
Basandosi su un decreto mussoliniano che autorizzava i comuni a vendere i beni ritenuti improduttivi, vennero vendute a privati le ex proprietà comunali di Ozegna che fino ad allora avevano garantito un’entrata sicura alle casse del Comune permettendo agli Ozegnesi di essere esonerati dal pagamento della tassa di famiglia.
I primi anni della Seconda Guerra mondiale furono relativamente tranquilli. A partire dal 1942, arrivarono famiglie di sfollati da Torino, per sfuggire ai bombardamenti; anche in zona ci furono bombardamenti delle Forze Alleate, mirati a colpire insediamenti industriali o la linea ferroviaria.
La situazione cominciò a peggiorare dal 1943. Le ristrettezze alimentari aumentarono anche a causa di annate meteorologicamente negative. La presenza in zona di reparti della Repubblica di Salò e di gruppi partigiani potenziò il rischio di essere coinvolti in azioni di guerriglia o di prelevamenti forzati di beni (farina, animali da cortile o da stalla).
L'8 luglio 1944 la piazza di Ozegna fu teatro di uno scontro a fuoco tra partigiani della brigata Matteotti e militi della Xª Flottiglia MAS in cui morirono undici soldati dell'esercito della RSI, tra cui il Comandante Umberto Bardelli, sette partigiani e un civile. Lo scontro fu causato dai partigiani, che aspettando di essere in superiorità numerica aprirono il fuoco contro i soldati della Xª MAS in parte disarmati. Al comandante Bardelli furono strappati anche due denti d'oro.
Dalla sede del comando fascista di zona ad Aglié, il giorno successivo, furono sparati su Ozegna diversi colpi di mortaio che raggiunsero solo la parte periferica del paese; vennero effettuati rastrellamenti e diversi Ozegnesi furono rinchiusi nella varie prigioni della zona; nella piazza del paese furono sistemate cariche esplosive in modo da appiccare incendi che avrebbero dovuto propagarsi in tutto il centro abitato. Solo un lungo lavoro diplomatico del parroco don Bacchio (che venne anche preso come ostaggio)  riuscì a far desistere il comando fascista dal mettere in atto il proposito. Continuarono però i rastrellamenti anche se poi tutte le persone imprigionate vennero gradatamente rilasciate.
Tra l’estate del 1944 e il maggio del 1945, nel territorio ozegnese furono uccise, da parte di militari tedeschi o repubblicani, diverse persone accusate di far parte o di appoggiare il movimento di Resistenza. Gli ultimi furono i fratelli Berra, partigiani molto giovani, catturati dalle truppe tedesche, già ufficialmente vinte ma non ancora arrese, che arrivarono nel paese, occupandone il centro abitato e imponendo la loro volontà insediandosi in numerose abitazioni. L’evacuazione e la successiva resa avvenne con l’arrivo delle truppe Alleate.
Nell’estate del 1945 si iniziò la procedura per riottenere l’autonomia politica e amministrativa. Si formò un gruppo composto da Ozegnesi esponenti dei partiti politici facenti parte del governo provvisorio: Salvatore Capasso (DC), Besso Ceretto (PCI), Isidoro Alberto (PLI), Natale Nigra (PSI), Giacomo Ruspino (Partito d’Azione). Si dovettero superare le resistenze del comune di Aglié, dimostrare di avere una autosufficienza economica, stilare un documento riportante i dati della separazione patrimoniale all’atto del distacco della frazione dal comune di Agliè e i titoli nominativi di rendita pubblica. L’iter burocratico, tra alterne vicende, durò per tutto il 1946. Ozegna ridivenne comune autonomo nel maggio del 1947.

## Monumenti e luoghi d'interesse
- Castello di Ozegna, in parte sull'antico ricetto
- Santuario della Madonna del Bosco : il 21 giugno 1623 la Beata Vergine Maria sarebbe apparsa a un ragazzo di circa quindici anni, Giovanni Guglielmo Petro, il quale, in seguito a una malattia diagnosticata dal medico come asma, aveva difficoltà a parlare. Il giovane si trovava nelle campagne vicino al torrente Orco, impegnato nella fienagione. Dopo la visione riacquistò pienamente la parola: da allora il luogo è diventato meta di pellegrinaggi. Dalla popolazione locale l'apparizione viene ricordata e solennizzata nella giornata del 15 agosto di ogni anno, con la celebrazione di tre funzioni liturgiche (1° alle ore 08,00; 2° alle ore 11,00 e la 3° alle ore 18,00), mentre da una settimana prima tutte le sere si celebra una funzione liturgica, concludendo le celebrazioni nella serata del 14 agosto con una processione nei dintorni del santuario[7].

## Società

### Evoluzione demografica
Abitanti censiti

## Infrastrutture e trasporti

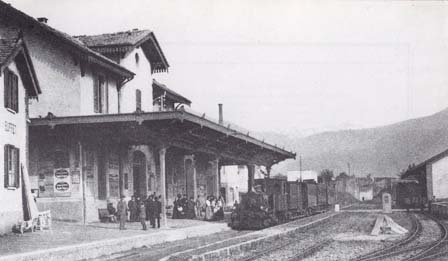
La stazione ad inizio Novecento

Fra il 1887 e il 1986 Ozegna era servita da una stazione ferroviaria, posta lungo la ferrovia Rivarolo-Castellamonte, caratterizzata da una pensilina in ghisa e di una saletta di attesa soprannominata "reale" realizzate in origine a beneficio dei Duchi di Genova per recarsi nel proprio castello ducale di Agliè.

## Amministrazione

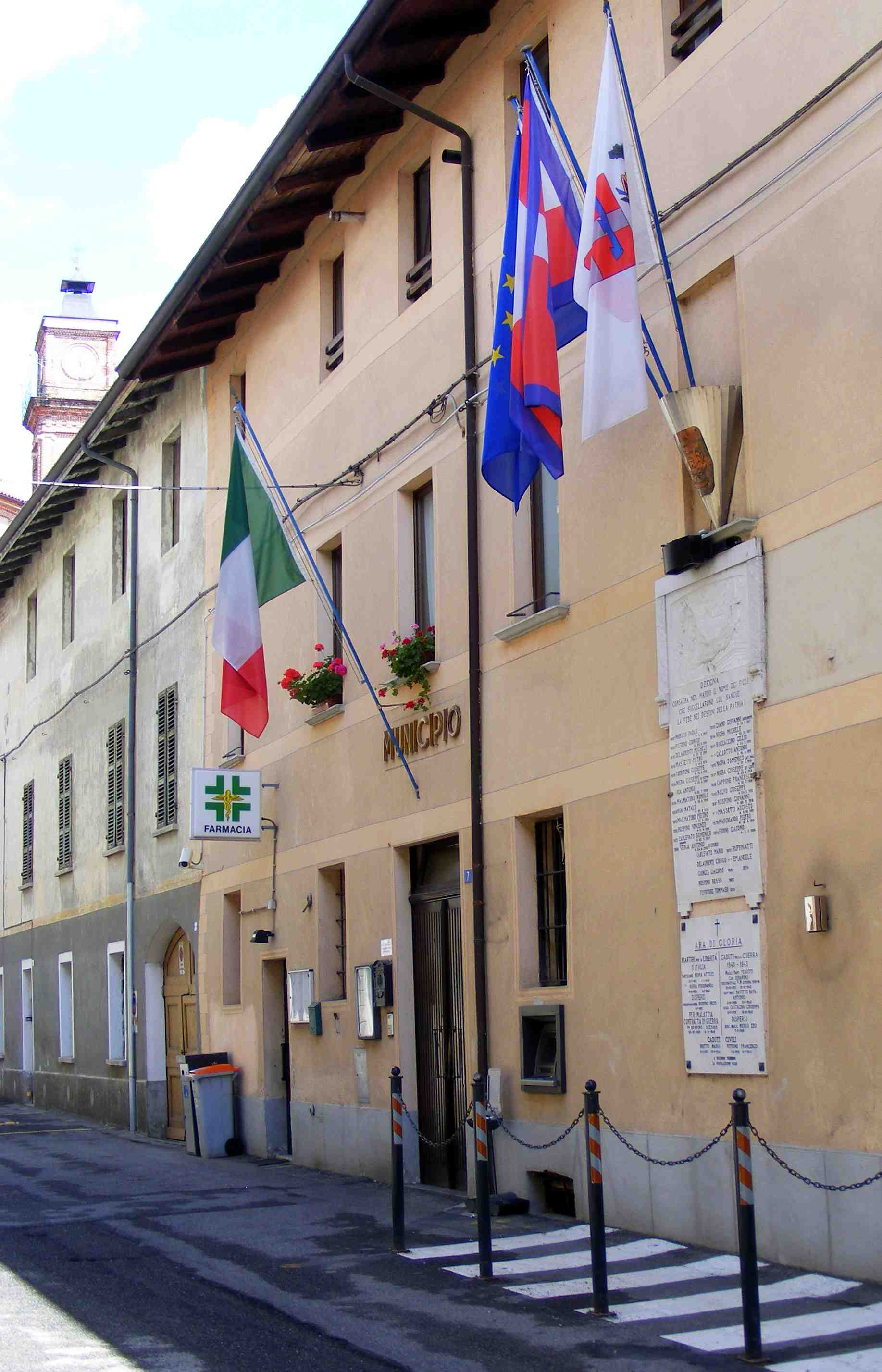
Il municipio

Di seguito è presentata una tabella relativa alle amministrazioni che si sono succedute in questo comune dalla rinnovata autonomia.
| Periodo         | Periodo        | Primo cittadino       | Partito                           | Carica      | Note   |
| --------------- | -------------- | --------------------- | --------------------------------- | ----------- | ------ |
| 1947            | 1951           | Besso Ceretto         | PCI - PSI                         | Sindaco     |        |
| 1951            | 1956           | Salvatore Capasso     | Democrazia Cristiana              | Sindaco     |        |
| 1956            | 1960           | Salvatore Capasso     | Democrazia Cristiana              | Sindaco     |        |
| 1960            | 1965           | Salvatore Capasso     | Democrazia Cristiana              | Sindaco     |        |
| 1965            | 1970           | Salvatore Capasso     | Democrazia Cristiana              | Sindaco     |        |
| 1970            | 1975           | Salvatore Capasso     | Democrazia Cristiana              | Sindaco     |        |
| 1975            | 1976           | Salvatore Capasso     | Democrazia Cristiana              | Sindaco     |        |
| 1976            | 1980           | Ettore Marena         | Democrazia Cristiana              | Sindaco     |        |
| 1980            | 3 giugno 1985  | Ettore Marena         | Democrazia Cristiana              | Sindaco     |        |
| 3 giugno 1985   | 21 maggio 1990 | Paolo Ziano           | lista civica                      | Sindaco     | [ 10 ] |
| 21 maggio 1990  | 24 aprile 1995 | Ivo Chiarabaglio      | lista civica                      | Sindaco     |        |
| 24 aprile 1995  | 8 gennaio 1997 | Ivo Chiarabaglio      | -                                 | Sindaco     | [ 10 ] |
| 4 dicembre 1997 | 2 gennaio 1998 | Marita Bevilacqua     |                                   | Comm. pref. | [ 10 ] |
| 2 gennaio 1998  | 14 maggio 2001 | Ivo Chiarabaglio      | -                                 | Sindaco     | [ 10 ] |
| 14 maggio 2001  | 30 maggio 2006 | Claudio Nepote-Fus    | centro-sinistra                   | Sindaco     | [ 10 ] |
| 30 maggio 2006  | 16 maggio 2011 | Ivo Chiarabaglio      | lista civica                      | Sindaco     | [ 10 ] |
| 16 maggio 2011  | 5 giugno 2016  | Enzo Giacomo Francone | lista civica Seri e concreti      | Sindaco     | [ 10 ] |
| 5 giugno 2016   | 4 ottobre 2021 | Sergio Bartoli        | lista civica Trasparenza e futuro | Sindaco     | [ 10 ] |
| 4 ottobre 2021  | in carica      | Sergio Bartoli        | lista civica Trasparenza e futuro | Sindaco     | [ 10 ] |

Gemellaggi
Ozegna è gemellata con:
- Miagliano, BI, Italia
- Ginestra Degli Schiavoni, BN, Italia